# Radio Free Albemuth (film)
Ne doit pas être confondu avec Radio  libre Albemuth.
Pour les articles homonymes, voir  Radio Free Albemuth.
Pour plus de détails, voir Fiche technique et Distribution.
Radio Free Albemuth est une adaptation cinématographique américaine sortie en 2010 du roman dystopique Radio Free Albemuth de l'auteur Philip K. Dick, écrit en 1976 et publié à titre posthume en 1985. 
Le film est écrit, réalisé et produit par John Alan Simon et met en vedette Jonathan Scarfe et Shea Whigham. 

## Synopsis
L'histoire se déroule dans une réalité alternative, l'Amérique vers l'année 1985, sous le contrôle autoritaire du président Fremont. Le film fait des références libérales aux œuvres de Philip K. Dick.  
Le commis du disquaire de Berkeley, Nick Brady (Jonathan Scarfe), vit modestement avec sa femme Rachel (Katheryn Winnick) et leur fils en bas âge. Nick a eu des visions et des rêves étranges. Il se confie à Rachel et à son meilleur ami, l'écrivain de science-fiction Philip K. Dick (Shea Whigham). Nick appelle la source de ses visions VALIS (Vast Alien Living Intelligence System).

## Fiche technique
- Titre original : Radio Free Albemuth
- Titre français : Radio Free Albemuth
- Réalisation : John Alan Simon
- Scénario : John Alan Simon, d'après le roman de Philip K. Dick
- Photographie : Patrice Lucien Coche, Jon Felix
- Montage : Phil Norden
- Musique : Robyn Hitchcock, Ralph Grierson
- Pays d'origine : États-Unis
- Langue originale : anglais
- Format : couleur
- Genre : science-fiction
- Durée : 110 minutes
- Dates de sortie :
  - États-Unis : 25 février 2010 (Sedona Film Festival (en), work-in-progress)
  - Royaume-Uni : 29 avril 2010 (Sci-Fi-London (en), work-in-progress)
  - États-Unis : 7 octobre 2010 (Gotham Screen Film Festival (en))
  - États-Unis : 29 avril 2011 (USA Film Festival)
  - États-Unis : 27 juin 2014

## Distribution
- Jonathan Scarfe : Nick Brady
- Shea Whigham : Phil
- Alanis Morissette : Sylvia Aramchek
- Katheryn Winnick : Rachel Brady
- Hanna R. Hall : Vivian Kaplan
- Ashley Greene : Rhonda - Delivery Girl
- Mason Vale Cotton  : Ezra Brady
- Rosemary Harris : VALIS (voix) [Light Angel]
- Jon Tenney : agent du FBI (I)
- Rich Sommer : agent du FBI (II)
- Joel McKinnon Miller : détective à Berkeley
- Michael Rothhaar : Herb Bennon
- Scott Wilson : President Fremont
- Julie Warner : Newscaster #1
- Bruce Hensel : Newscaster #2
- Richard Cox : Dr. Weinberg
- Frank Collison : Leon
- Elizabeth Karr  : Mrs. Brady (non créditée)
- Matt Letscher : M. Brady (non crédité)
- Maxwell Perry Cotton : Nick jeune (non crédité)